# Заветы (журнал)
«Заветы» — русский ежемесячный литературно-политический журнал эсеровского толка. Выходил в апреле 1912 ― августе 1914.

## История создания
Создан в апреле 1912 по инициативе одного из лидеров партии социалистов-революционеров В. М. Чернова. Название журнала подразумевало традиции народничества, преемственность его идеологии. Издатель ― С. А. Иванчина-Писарева, редакторы П. П. Инфантьев (1912), И. И. Краевский (1913), Н. М. Кузьмин (1914). В редколлегию журнала вошли Р. В. Иванов-Разумник, А. И. Иванчин-Писарев, С. Д. Мстиславский (псевдоним С. Масловского), С. П. Постников и В. М. Чернов. Размещался в Санкт-Петербурге  в Косом переулке  д.11.
Выходил легально, хотя периодически и подвергался цензуре ― первый номер журнала, например, был конфискован. В сентябре 1914 закрыт постановлением Петроградской судебной палаты.

## Журнальные публикации
В журнале публиковались М. Горький («Рождение человека»), И. Бунин («Весёлый двор»), М. Коцюбинский («Тени забытых предков»), Л. Андреев, О. Форш, А. Блок, Е. Замятин («Уездное»), А. Ремизов, И. Вольнов («Повесть о днях моей жизни»), Ю. Балтрушайтис, Ф. Сологуб, С. Городецкий, Н. Клюев и др.
В историко-литературном отделе, который вёл Р. В. Иванов-Разумник, публиковались статьи С. Венгерова, В. Евгеньева-Максимова и др., воспоминания А. Иванчина-Писарева. В нём же были впервые были опубликованы письма И. А. Гончарова и пьеса «Тени» М. Е. Салтыкова-Щедрина.

## Эстетическая программа журнала
Название журнала означает верность народническим идеям. Первый номер журнала открывался портретами отцов российской демократии А. Герцена и Н. Михайловского. Художественно-эстетическую сторону журнала во многом определял пользовавшийся уважением в культурном мире Петербурга историк литературы и социолог Р. В. Иванов-Разумник. Его двухтомник «История русской общественной мысли», выдержавший с 1907 г. четыре издания, пользовался популярностью среди российской интеллигенции.
Журнал сразу заявил о себе качественной литературой, которую эсеры, в отличие от социал-демократов, всячески привечали в своих изданиях. Читатель с нетерпением ждал новые повести и рассказы признанных русских прозаиков. Журнал также открыл двери молодым ярким писателям ― здесь печатались С. Сергеев-Ценский, Б. Зайцев, И. Шмелёв, М. Пришвин, Алексей Толстой. Поэты разных направлений тоже несли сюда новые стихи: модные акмеисты Н. Гумилёв, А. Ахматова, С. Городецкий и эгофутурист И. Северянин, символист А. Блок и имажинист С. Есенин.
Первой публикацией журнала (1912) стал роман В. Ропшина (Бориса Савинкова) «То, чего не было», вызвавший критику со стороны социал-демократов. Как писатель, Б. Савинков был уже известен романом «Конь бледный».
Журнал постоянно публиковал творческие портреты писателей, обзоры, литературные рецензии. Вокруг некоторых произведений возникала полемика: неоднозначно были восприняты критиками повести «Пятая язва» А. Ремизова и «Никон Староколенный» М. Пришвина, романы З. Гиппиус и Д. Мережковского, А. Белого («Петербург»), роман «Дальний край» и рассказы Б. Зайцева, рассказы и повести Горького и С. Сергеева-Ценского, стихотворные циклы и романы Ф. Сологуба, пьеса Л. Андреева «Профессор Сторицын», лирика А. Блока и его поэма «Роза и Крест», сборники стихотворений А. Ахматовой, И. Северянина.
Много споров вызвал очерк Р. В. Иванова-Разумника «Человек и культура», где автор утверждал, что Пушкин, Достоевский, Л. Толстой — провозвестники духовно-нравственной культуры, несопоставимой по значению с культурой западной «цивилизации», омещанивающейся Европы.